# 전주해성고등학교
전주해성고등학교(全州海星高等學校)는 대한민국 전북특별자치도 전주시 완산구 삼천동2가에 있는 사립 고등학교이다.

## 학교 연혁
- 1960년 4월 11일 : 초대 이사장 김현배 주교 취임
- 1962년 12월 31일 : 전주해성고등학교 설립인가(3학급)
- 1962년 12월 31일 : 초대 교장 하재홍 신부 취임
- 1964년 2월 10일 : 일반계 고등학교로 학칙 변경
- 1974년 12월 19일 : 학급 증설 인가(24학급)
- 1982년 7월 2일 : 학교법인 해성(海聖)학원 설립
- 1992년 10월 5일 : 삼천동 신축교사 완공 이전
- 2015년 9월 24일 : 해성 2학사 (제2 기숙사) 준공
- 2017년 5월 13일 : 제8대 이사장 김선태 사도 요한 주교 취임
- 2023년 3월 1일 : 제15대 교장 성정세 선생 취임
- 2024년 2월 2일 : 제59회 졸업식 거행(졸업생 187명, 졸업생 누계 18,984명)

## 참고 자료
- 전주해성고등학교 - 한국교육학술정보원 학교알리미